# Jeunesse villenavaise
Maillots
Dernière mise à jour : 21 octobre 2023.
La Jeunesse villenavaise est un club de football français fondé en 1921, situé à Villenave-d'Ornon dans la banlieue sud de Bordeaux, en Gironde. Le club évolue depuis la saison 2016-2017 en Régional 1, soit le 6e niveau national, au sein de la Ligue de football Nouvelle-Aquitaine.

## Historique
La Jeunesse villenavaise est créée le 24 avril 1921 à Villenave-d'Ornon au sud de Bordeaux. Comme tous les clubs, la Jeunesse démarre au niveau départemental avant de d'accéder au niveau régional à la fin des années 1930. Après-guerre, elle évolue en Promotion d'Honneur (PH) puis en Division d'Honneur (DH) de la Ligue Sud-Ouest avant d'accéder au championnat de France amateur (CFA) en 1957.
Le 13 janvier 1958, Villenave bat le Toulouse FC en 32ème de finale de Coupe de France. Menés 2-0, les Villenavais l'emportent 3-2 face au tenant du titre et se qualifient brillamment pour les 16ème de finale. La rencontre a lieu au stade municipal de Lescure à Bordeaux, devant le député-maire Jacques Chaban Delmas et une foule survoltée. Cet exploit permettra à cette bande de copains de faire la Une de l'Equipe du lendemain.
Le club descend en Division d'Honneur (DH) en 1960 après avoir évolué pendant trois saisons en CFA avant d'y accéder de nouveaux en 1967 puis de redescendre en DH, l'année suivante.
En 1969, la Jeunesse villenavaise prend le nom d'Union sportive villenavaise (USV), à la suite de la fusion avec le « Racing-Club du Pont-de-la-Maye » et la « Section sportive laïque de Chambéry », clubs de quartiers de Villenave-d'Ornon.
En 1970, elle accède à la nouvelle 3è Division nationale remplaçant le championnat de France ammateur (CFA). Le club y joue une saison avant de redescendre en Division d'Honneur où elle y évolue pendant 7 ans. A la fin de la saison 1976-1977, la JV remonte en Division 3 puis se retrouve deux ans après en Division 4, nouveau quatrième échelon national créé en 1978 par la Fédération française de football. Elle y évolue deux saisons avant de redescendre au niveau régional en 1980.
Le 6 octobre 1985, en Coupe de France, Villenave bat Saint-Ciers sur le score de 10-0. L'année suivante le club termine premier en Division d'Honneur et monte en Division 4 puis en Division 3 à l'issue de la saison 1987/88.
Le 2 août 1989, Villenave reçoit en match amical la grande équipe de Nottingham Forest (Angleterre), double champion d'Europe (1979 et 1980). Nottingham s'impose par 3-1.
Le 19 mai 1990, Villenave s'impose à Muret par 1-0 et évite ainsi la relégation en 4e division grâce à un but de Stéphane Lhomme marqué à la 88e minute du 30e et dernier match de la saison. Six mois plus tard, plus de 3 000 spectateurs se massent au vieux stade Wangermez  où Villenave reçoit en Coupe de France le fameux Variétés Club de France et ses vedettes (Dominique Rocheteau, Jean-Michel Larqué, Alain Giresse, etc). Villenave l'emporte 1-0 ce 19 janvier 1991. Cette même année, le club reprend son nom et ses couleurs d'origine, le bleu et le noir.
A la fin de la saison 1997/98, Après 12 saisons au niveau national, le club retrouve le niveau régional où il y évolue pendant dix ans.
À la fin de la saison 2012-2013 au soir du 11 mai le club obtient la montée en CFA après un match nul 1-1 contre Bergerac Périgord FC au stade de Campréal de Bergerac. La saison précédente 2011-2012 le club montait en CFA2. En 2 ans, 2 ascensions. Le samedi 7 décembre 2013 la Jeunesse Villenavaise reçoit au 8e tour (64e de Finale) de la Coupe de France le club du SCO d'Angers second en Ligue 2 devant 1500 personnes. La JV reviendra 4 fois au score dans un scénario fou. À la mi-temps (1-1 avec un but de Bertrand Charvet), et le SCO mènera 3 à 1 à la 90e mais Marc Couturier mettra son doublé. Aux prolongations (4-3) à la fin de la premiere période puis 4-4 avec un but d'Adrien Merceron. Aux penaltys le SCO marquera 4 fois alors que la JV 3 fois.
Au niveau des jeunes et de son école de football, la Jeunesse villenavaise devient championne U19 en DH Aquitaine 2013-2014 avec une accession au niveau U19 national (plus haut niveau en France dans cette catégorie d'âge) au terme d'une saison remarquable avec une seule défaite et le titre de meilleure défense avec seulement 7 buts encaissés, les générations 1995 et 1996 considérées comme les générations prometteuses à venir.
En septembre 2014, Jean-Christophe Hourcade reprend alors les rênes de l'équipe fanion qui évolue en CFA avant lui-même d'abdiquer quelques mois plus tard en décembre 2015. Cyril Coupy, déjà bref intérimaire en duo avec Hourcade quelques mois plus tôt, prend seul cette fois-ci les commandes du sportif. Cependant le club descendra en CFA 2.
En mai 2016, après 4 ans en CFA 2, l'équipe ne parvient pas à se maintenir et retrouve la Division d'Honneur nouvellement appelée Régional 1. Cédric Navarro prend la tête du groupe avec Fabien Cerqueira en adjoint. Cyrille Coupy prend le relais de Patrick Sanz en tant que Coordinateur sportif.
Sur la bonne dynamique, l'équipe fanion enchaîne 3 bonnes saisons (3ème, 2ème et 2ème), manquant la montée en Nationale 3 à la dernière journée de la saison 2017/2018. 
Après 2 dont tronquées par le COVID, l'équipe fanion n'arrive pas à rebondir et échappe à la relégation à la dernière journée, 2 fois de suite.
En Juillet 2023, Damien Bonnave succède à Cédric Navarro.
Le 19 novembre 2023, le club signe son retour au 8ème tour de coupe de France, après 10 ans après d'attente.

## Niveau pratiqué par le club
- De 1945 à 1947 : Division de Promotion d'Honneur (1er niveau régional)
- En 1947-1948 : Division d'Honneur (1er niveau)
- De 1948 à 1952 : Division de Promotion d'Honneur (3e niveau régional)
- De 1952 à 1957 : Division d'Honneur (1er niveau régional)
- De 1957 à 1960 : Championnat de France amateur (CFA) (3e niveau national)
- De 1960 à 1967 : Division d'Honneur (1er niveau régional)
- en 1967-1968 : Championnat de France amateur (CFA) (3e niveau national)
- De 1968 à 1970 : Division d'Honneur (1er niveau régional)
- En 1970-1971 : Championnat de France amateur (CFA) (3e niveau national)
- En 1971-1972 : Division d'Honneur (1er niveau régional)
- De 1972 à 1976 : Division d'Honneur (1er niveau régional)
- De 1976 à 1978 : Division 3 (3e niveau national)
- De 1978 à 1981 : Division 4 (4e niveau national)
- En 1981-1982 : Division d'Honneur (1er niveau régional)
- En 1982-1983 : Promotion d'Honneur (2e niveau régional)
- De 1983 à 1986 : Division d'Honneur (1er niveau régional)
- De 1986 à 1988 : Division 4 (4e niveau national)
- De 1988 à 1993 : Division 3 (3e niveau national)
- De 1993 à 1995 : National 2 (4e niveau national)
- De 1995 à 1997 : National 3 (5e niveau national)
- En 1997-1998 : CFA 2 (4e niveau national)
- De 1998 à 2003 : Division d'Honneur (1er niveau régional)
- En 2003-2004 : Division Supérieure/Honneur Régional (2e niveau régional)
- De 2004 à 2006 : Division d'Honneur (1er niveau régional)
- De 2006 à 2008 : Division Supérieure/Honneur Régional (2e niveau régional)
- De 2008 à 2012: Division d'Honneur (1er niveau régional)
- Saison 2012-2013 : CFA 2 (5e niveau national)
- Saison 2013-2014 : CFA (4e niveau natiuonal)
- Saison 2014-2015 : CFA 2 (5e niveau national)
- Saison 2015-2016 : CFA 2 (5e niveau national)
- depuis 2016 : Régional 1 (6e niveau national et 1er niveau régional

## Identité du club

### Couleurs du club
Les couleurs de la Jeunesse villenavoise sont le bleu et le noir. Elle joue généralement avec un maillot rayé bleu et noir, un short et des bas noirs.

### Logos

Logo jusqu'en 2014.
Logo depuis 2014.

## Joueurs emblématiques
Éric Carrière a commencé sa carrière dans ce club.

## Palmarès
- Champion de Division 4 Groupe G : 1988
- Champion de CFA2 groupe G : 2013
- Champion DH Sud Ouest : 1956, 1957, 1967, 1976
- Champion DH Aquitaine : 1986, 2012
- Vainqueur de la Coupe d'Aquitaine : 1967, 1970, 1972, 1981
- Champion de U19 DH Aquitaine: 2014